# Mesorhaga prima
Mesorhaga prima är en tvåvingeart som beskrevs av Octave Parent 1932. Mesorhaga prima ingår i släktet Mesorhaga och familjen styltflugor. Inga underarter finns listade i Catalogue of Life.